# 最好的時光 (電影)
《最好的時光》為台灣導演侯孝賢執導的電影，於2005年上映。故事內容則是三段於不同時代（1966年、1911年與2005年）的愛情故事，皆由張震與舒淇主演。

## 演員表
- 舒淇 ... 秀美 / 藝旦 / 陳靖
- 張震 ... 少年 / 張先生 / 震
- 梅芳 ... 阿婆 / 外婆
- 廖淑珍 ... 娘姨 / 陳靖母親
- 狄玫 ... 秀美母親 / 老鴇 / 姑姑
- 陳詩姍 ... 春子 / 藝旦妹 / Blue
- 李佩軒 ... 女主人 / Micky
- 柯宇綸 ... （客串）

## 劇情
《最好的時光》分成三個片段，分別是戀愛夢、自由夢與青春夢。

### 戀愛夢
第一段戀愛夢背景為一九六六年的高雄，大專聯考落榜兩次的少年写信给在旗后撞球间结识的计分小姐春子。春子走后，接替她的秀美无意间在抽屉中看到少年的告白信。少年入伍前来找春子，秀美告诉他，春子已去台中。少年与秀美因此而结识，二人之間產生微妙的情愫。不久少年入伍服役，秀美於是成為少年最大的精神寄託。當少年休假前往高雄找秀美，秀美早已離開，改到嘉義工作，少年趕往嘉義卻又撲空，立即憑著信函的地址，向秀美的母親問到女兒現在的去處。少年好不容易在雲林虎尾的撞球間找到秀美，秀美既驚又喜，殷勤地接待著少年，等到下了班，兩人一起在路邊攤吃過消夜，秀美送少年搭客運回部隊，但是因為錯過末班車，兩人只好到車站外等待車子。

### 自由夢
第二段自由夢背景為一九一一年的大稻埕，為日治時期的台灣，已婚的知識份子張先生，出入藝閣，與當紅藝旦親密交往，當藝旦阿妹在張先生金援之下得以贖身從良，嫁做人家二房。藝旦與張先生談話時，笑問他曾公開反對納妾，為何違背自己主張，助阿妹贖身。待思及自己前途，暗自落淚，最後告訴他此舉讓她自己贖身的希望破滅，質問他是否有顧及她的終身，張先生無言以對。片末，儘管不久武昌起義成功，藝旦終究仍與自由無緣。本片為默片形式，除了鋼琴配樂外，藝旦彈唱的「荼蘼架」南管樂曲是唯一人聲。該曲歌詞改編自元雜劇〈王月英月下留鞋記〉，描述女子被負心人耽誤青春的苦楚，映照故事中藝旦的處境，饒富寓意。

### 青春夢
最後一段青春夢背景是二〇〇五年的台北，因早產導致心臟破洞、罹患癲癇症的陳靖，已有一位過於親密的女友Micky，卻又愛上也有女友、在照相沖印店工作的震。

## 評價
《最好的時光》在2005年獲得坎城金棕櫚獎的提名，並獲得許多影評的迴響。北美洲的影評人也多半給予正面的評價，包括知名導演吉姆·賈木許；在爛番茄亦獲得86%的正面評價。許多認為戀愛夢是《最好的時光》最成功的一段，而自由夢拍攝手法古典唯美，類似侯孝賢於1998年的電影《海上花》，而且侯孝賢還刻意利用文言的字幕看板來代替人物的對白。

## 獎項
第58屆坎城影展
| 年份   | 獎項     | 入圍者／得獎者 | 結果 |
| ------ | -------- | -------------- | ---- |
| 2005年 | 金棕櫚獎 | 侯孝賢         | 提名 |

第42屆金馬獎
| 年份   | 獎項                     | 入圍者／得獎者                | 結果 |
| ------ | ------------------------ | ----------------------------- | ---- |
| 2005年 | 最佳女主角               | 舒淇                          | 獲獎 |
| 2005年 | 年度傑出台灣電影獎       | 《最好的時光》                | 獲獎 |
| 2005年 | 年度傑出台灣電影工作者獎 | 侯孝賢                        | 獲獎 |
| 2005年 | 最佳劇情片               | 《最好的時光》                | 提名 |
| 2005年 | 最佳導演                 | 侯孝賢                        | 提名 |
| 2005年 | 最佳男主角               | 張震                          | 提名 |
| 2005年 | 最佳原著劇本             | 朱天文、侯孝賢                | 提名 |
| 2005年 | 最佳攝影                 | 李屏賓                        | 提名 |
| 2005年 | 最佳剪輯                 | 廖慶松、蕭汝冠                | 提名 |
| 2005年 | 最佳美術設計             | 黃文英、王誌成                | 提名 |
| 2005年 | 最佳造型設計             | 黃文英、廖淑珍 歐陽靖、王冠懿 | 提名 |

第25屆香港電影金像獎
| 年份   | 獎項         | 入圍者／得獎者 | 結果 |
| ------ | ------------ | -------------- | ---- |
| 2006年 | 最佳亞洲電影 | 《最好的時光》 | 提名 |

第3屆葉里溫國際電影節 (Yerevan International Film Festival)
| 年份   | 獎項           | 入圍者／得獎者 | 結果 |
| ------ | -------------- | -------------- | ---- |
| 2006年 | 金杏獎最佳影片 | 《最好的時光》 | 獲獎 |

## （页面存档备份，存于）部連結
- Three Times at Cannes
- Yahoo奇摩電影上《最好的時光》的資料（繁體中文）
- 開眼電影網上《最好的時光》的資料（繁體中文）
- 时光网上《最好的時光》的資料（简体中文）
- 豆瓣电影上《最好的時光》的資料 （简体中文）
- AllMovie上《最好的時光》的资料（英文）
- 爛番茄上《最好的時光》的資料（英文）
- 香港影庫上《最好的時光》的資料（繁體中文）
- 互联网电影数据库（IMDb）上《最好的時光》的资料（英文）